# Achondrostoma
Achondrostoma — рід прісноводних риб родини ялецеві (Leuciscidae), поширених на території Іспанії та Португалії. Розмір більшості видів у межах 8-10 см стандартної (без хвостового плавця) довжини, A. arcasii і A. oligolepis можуть досягати 25 см загальної довжини.
Рід включає такі види:
- Achondrostoma arcasii  (Steindachner, 1866)
- Achondrostoma asturicense  Doadrio, Casal-López & Perea, 2023
- Achondrostoma garzonorum  Doadrio, Casal-López & Perea, 2023
- Achondrostoma numantinum  Doadrio, Casal-López & Perea, 2023
- Achondrostoma occidentale  (Robalo, Almada, Sousa Santos, Moreira & Doadrio, 2005)
- Achondrostoma oligolepis  (Robalo, Doadrio, Almada & Kottelat, 2005)
- Achondrostoma salmantinum  Doadrio & Elvira, 2007